# Ganges Catena
Ganges Catena una formació geològica del tipus catena del quadrangle Coprates de Mart, situat amb coordenades planetocèntriques a -2.28 ° latitud N i 293.12 ° longitud E. Té un diàmetre de 81.27 km i va rebre el nom d'una característica clàssica d’albedo. El nom va ser fet oficial per la UAI l'any 1973. El terme "Catena" fa referència a una cadena de cràters.